# Вулиця Академіка Дашкевича (Житомир)
Вулиця Академіка Дашкевича — вулиця в Богунському районі міста Житомира.

## Опис
Знаходиться в північній частині міста. Бере початок від вулиці Івана Мазепи, прямує на схід, завершуючись перехрестям з вулицею Східною.

## Історичні відомості

### Історія назви
Історична назва Північна вулиця. У 1964 році перейменована на честь більшовика Яна Гамарника. В 1995 році вулиця названа на честь академіка РАН, уродженця села Бежів, що на Житомирщині Дашкевича Миколи Павловича.

### Історія формування вулиці
Вулиця почала формуватися на рубежі ХІХ та ХХ сторіч відповідно до генеральних планів середини ХІХ ст. як одна з частин Північної вулиці.
Згідно з генпланом Північна вулиця передбачалася як найпівнічніша вулиця в межах міста та мала огинати місто з півночі та північного заходу. Вулиця планувалася значно довшою, як така, що буде з'єднувати вулицю Східну із вулицею Західною. Північна вулиця мала прямувати зі сходу на захід, повертати на 45 градусів на південний захід неподалік Суриної гори, затим проходити крізь Рудню, річку Кам'янку та Мальованку. Протягом другої половини ХІХ століття сформувалися декілька відокремлених одна від одної частин Північної вулиці. Станом на початок ХХ ст. складовими частинами Північної вулиці, що розвивалися згідно з генпланом, були нинішні Березівська вулиця на Мальованці, Новопівнічна вулиця, вулиця Миколи Сціборського та вулиця Академіка Дашкевича.
Станом на початок ХХ століття на північній стороні вулиці знаходилися декілька садиб; південна сторона вулиці була незабудована, під садами. Забудова ще не була суцільною.
У 1930-х та 1940-х роках садибна забудова північної сторони вулиці здебільшого була сформована.
Згідно з мапою 1941 року, уздовж сучасної вулиці Академіка Дашкевича розташовувалися садиби, адресовані до Північної вулиці під номерами 49-61.
У 1995 році цю ділянку тодішньої вулиці Яна Гамарника, ізольовану забудовою від основної частини вулиці, виділено в окремий топонімічний об'єкт — вулицю Академіка Дашкевича. Житлові будинки вздовж вулиці переадресовано з вулиці Яна Гамарника до нової вулиці.